# Ermenegildo Arena
Ermenegildo „Gildo” Arena (ur. 25 lutego 1921 w Neapolu, zm. 8 lutego 2005 w Castel Volturno) – włoski piłkarz wodny i pływak, dwukrotny medalista olimpijski.
W 1948 w Londynie wspólnie z kolegami został mistrzem olimpijskim. Cztery lata później znalazł się wśród brązowych medalistów igrzysk. Był mistrzem Europy w 1947. Sześciokrotnie był mistrzem Włoch, tytuły mistrza kraju zdobywał także w konkurencjach pływackich.